# Escut de la Nou de Berguedà
L'escut oficial de La Nou de Berguedà té el següent blasonament:
Escut caironat: de porpra, una espasa d'argent guarnida d'or acostada de 2 mitres d'argent embellides d'or. Per timbre, una corona mural de poble.

## Història
Va ser aprovat el 21 d'octubre de 1991 i publicat al DOGC el 15 de novembre del mateix any amb el número 1518.
L'espasa és l'atribut de sant Martí, patró del poble. Les mitres a banda i banda simbolitzen que la localitat va pertànyer als bisbes d'Urgell i, des del 1593, al nou bisbat de Solsona.